# Torneo Nacional de Clubes 2016 (Chile)
El Torneo Nacional de Clubes de 2016 fue la 69° edición del torneo de rugby de primera división de Chile.

## Primera fase
|  | Clasifica a la Copa de Oro.   |
|  | Clasifica a la Copa de Plata. |

### Grupo A
| Pos. | Equipo               | Encuentros | Encuentros | Encuentros | Encuentros | Tantos | Tantos | Tantos | PB | PB | Puntos |
| Pos. | Equipo               | PJ         | PG         | PE         | PP         | F      | C      | Dif    | BO | BD | Puntos |
| ---- | -------------------- | ---------- | ---------- | ---------- | ---------- | ------ | ------ | ------ | -- | -- | ------ |
| 1.º  | COBS                 | 6          | 5          | 0          | 1          | 190    | 105    | +85    | 3  | 0  | 23     |
| 2.º  | Los Troncos          | 6          | 4          | 0          | 2          | 211    | 119    | +92    | 3  | 1  | 20     |
| 3.º  | Universidad Católica | 6          | 4          | 0          | 2          | 172    | 140    | +32    | 3  | 1  | 20     |
| 4.º  | Sporting Rugby Club  | 6          | 3          | 0          | 3          | 101    | 146    | -45    | 0  | 1  | 13     |
| 5.º  | Old Georgians        | 6          | 2          | 0          | 4          | 112    | 159    | -47    | 3  | 2  | 13     |
| 6.º  | Old Locks            | 6          | 2          | 0          | 4          | 126    | 165    | -39    | 1  | 1  | 10     |
| 7.º  | Alumni SC            | 6          | 1          | 0          | 5          | 118    | 196    | -78    | 2  | 2  | 8      |

### Grupo B
| Pos. | Equipo         | Encuentros | Encuentros | Encuentros | Encuentros | Tantos | Tantos | Tantos | PB | PB | Puntos |
| Pos. | Equipo         | PJ         | PG         | PE         | PP         | F      | C      | Dif    | BO | BD | Puntos |
| ---- | -------------- | ---------- | ---------- | ---------- | ---------- | ------ | ------ | ------ | -- | -- | ------ |
| 1.º  | Old Boys       | 6          | 5          | 0          | 1          | 175    | 132    | +43    | 2  | 1  | 23     |
| 2.º  | PWCC           | 6          | 4          | 0          | 2          | 170    | 137    | +33    | 3  | 1  | 20     |
| 3.º  | Old Macks      | 6          | 3          | 0          | 3          | 150    | 85     | +65    | 2  | 3  | 17     |
| 4.º  | Old Reds       | 6          | 2          | 2          | 2          | 135    | 144    | -9     | 3  | 1  | 16     |
| 5.º  | Stade Français | 6          | 3          | 1          | 2          | 129    | 106    | +23    | 2  | 0  | 16     |
| 6.º  | Old John's     | 6          | 1          | 1          | 4          | 135    | 163    | -28    | 3  | 2  | 11     |
| 7.º  | Viña RC        | 6          | 1          | 0          | 5          | 74     | 201    | -127   | 0  | 1  | 5      |

## Copa de Plata
|  | Clasifica a las semifinales de plata. |

| Pos. | Equipo         | Encuentros | Encuentros | Encuentros | Encuentros | Tantos | Tantos | Tantos | PB | PB | Puntos |
| Pos. | Equipo         | PJ         | PG         | PE         | PP         | F      | C      | Dif    | BO | BD | Puntos |
| ---- | -------------- | ---------- | ---------- | ---------- | ---------- | ------ | ------ | ------ | -- | -- | ------ |
| 1.º  | Old Georgians  | 7          | 7          | 0          | 0          | 280    | 123    | +157   | 6  | 0  | 34     |
| 2.º  | Viña RC        | 7          | 5          | 0          | 2          | 325    | 138    | +187   | 6  | 2  | 28     |
| 3.º  | Old John's     | 7          | 5          | 0          | 2          | 232    | 130    | +102   | 3  | 1  | 24     |
| 4.º  | Alumni SC      | 7          | 4          | 0          | 3          | 295    | 201    | +94    | 4  | 0  | 20     |
| 5.º  | Stade Français | 7          | 4          | 0          | 3          | 237    | 189    | +48    | 4  | 0  | 20     |
| 6.º  | Old Locks      | 7          | 2          | 0          | 5          | 202    | 257    | -55    | 3  | 1  | 12     |
| 7.º  | Old Navy       | 7          | 1          | 0          | 6          | 114    | 274    | -160   | 1  | 0  | 5      |
| 8.º  | DOBS           | 7          | 0          | 0          | 7          | 114    | 487    | -373   | 1  | 1  | 2      |

### Semifinales
| 15 de octubre de 2016 | Viña RC | 29 - 33 | Alumni SC |  |  |

| 15 de octubre de 2016 | Old Georgians | 8 - 43 | Old Johns |  |  |

#### Final
| 22 de octubre de 2016 | Alumni SC | 22 - 32 | Old Johns |  |  |

| Bandera de Chile                 |
| Ganador Copa de plata Old John's |

## Copa de Oro
|  | Clasifica a las semifinales de oro. |

| Pos. | Equipo               | Encuentros | Encuentros | Encuentros | Encuentros | Tantos | Tantos | Tantos | PB | PB | Puntos |
| Pos. | Equipo               | PJ         | PG         | PE         | PP         | F      | C      | Dif    | BO | BD | Puntos |
| ---- | -------------------- | ---------- | ---------- | ---------- | ---------- | ------ | ------ | ------ | -- | -- | ------ |
| 1.º  | COBS                 | 7          | 7          | 0          | 0          | 195    | 101    | +94    | 2  | 0  | 30     |
| 2.º  | Old Boys             | 7          | 5          | 0          | 2          | 192    | 145    | +47    | 5  | 0  | 25     |
| 3.º  | Los Troncos          | 7          | 4          | 0          | 3          | 247    | 188    | +59    | 5  | 2  | 23     |
| 4.º  | PWCC                 | 7          | 3          | 1          | 3          | 247    | 191    | +56    | 4  | 1  | 19     |
| 5.º  | Universidad Católica | 7          | 3          | 1          | 3          | 175    | 172    | +3     | 2  | 1  | 17     |
| 6.º  | Old Macks            | 7          | 2          | 0          | 5          | 143    | 252    | -109   | 2  | 1  | 11     |
| 7.º  | Sporting Rugby Club  | 7          | 2          | 0          | 5          | 145    | 226    | -81    | 0  | 1  | 9      |
| 8.º  | Old Reds             | 7          | 1          | 0          | 6          | 132    | 201    | -69    | 1  | 3  | 8      |

### Semifinales
| 15 de octubre de 2016 | COBS | 22 - 3 | PWCC |  |  |

| 15 de octubre de 2016 | Old Boys | 22 - 23 | Los Troncos |  |  |

#### Final
| 22 de octubre de 2016 | COBS | 37 - 19 | Los Troncos |  |  |

| Bandera de Chile |
| Campeón Old Boys |
| Cuarto título    |